# إحسان الشريف
إحسان الشريف (1893- 1963 م)، سياسي سوري من دمشق، كان أحد مؤسسي الكتلة الوطنية زمن مُشرعي أول دستور جمهورية عرفته البلاد سنة 1928. تَسَلّم عدة مناصب رفيعة في حياته، فكان محافظاً على مدينة حلب ووزيراً مفوضاً في تركيا في عهد الرئيس شكري القوتلي.

## البداية
ولِد إحسان الشريف في دمشق ودَرس في مدرسة مكتب عنبر، حيث قاد ثورة طلابية على المدير العثماني لأنه حاول إلزام الطلاب العرب بالتحدث باللغة التركية. هاجموا غرفة الإدارة وقاموا باحتجاز المدير، فتمت معاقبته بالفصل وبالسيق المُبكر إلى الخدمة الإلزامية في الجيش التركي، قبل أن يُكمل دراسته الثانوية. وخلال الخدمة العسكرية، تعاطف إحسان الشريف مع الشعب الأرمني ودافع عنه وعن قضيته في ظلّ المذابح التي تعرض لها، فصَدر أمر باعتقاله ولكنه فرّ خارج البلاد بواسطة أحد أقربائه في الجيش العثماني، وهو الضابط يوسف العظمة، الذي سهّل هروبه إلى فرنسا، حيث مكث طوال سنوات الحرب العالمية الأولى، وعاد حاملاً شهادة عليا في الحقوق من باريس.

## تأسيس حزب الشعب
فَتح إحسان الشريف مكتباً للمحاماة مع صديقه المحامي فوزي الغزي، وتشاركا مع الدكتور عبد الرحمن الشهبندر في تأسيس حزب الشعب بدمشق يوم 5 حزيران 1925. كان هذا الحزب (وهو غير الحزب الذي حَمل نفس الاسم وظهر في حلب في مطلع عهد الاستقلال) ينادي بوحدة الأراضي السورية وبإنهاء الانتداب الفرنسي الذي فُرض على سورية منذ عام 1920. طالب الحزب بنظام ملكي برلماني، يكون العرش فيه لأحد أبناء الشريف حسين بن علي، قائد الثورة العربية الكبرى، ودعا إلى الحرية والوحدة والاستقلال والعدالة الاجتماعية. ضم الحزب بين صفوفه عدداً كبيراً من زعماء الحركة الوطنية مثل فارس الخوري وجميل مردم بك ولطفي الحفار.

## مشاركته في الثورة السورية الكبرى
دَعَم إحسان الشريف الثورة السورية الكبرى التي اندلعت ضد فرنسا من جبل الدروز، بقيادة سلطان باشا الأطرش، وعَمِل مع رفاقه في حزب الشعب على نقلها إلى دمشق، فقامت حكومة الانتداب باعتقاله وزجّه في سجن أرواد، مع فوزي الغزي ولطفي الحفار وفارس الخوري. ظلّ معتقلاً من عام 1925 حتى عام 1927، حيث ذهب إلى بيروت لتأسيس معارضة جديدة لحكم الانتداب، بعد حلّ حزب الشعب ونفي الشهبندر خارج سورية، حملت اسم الكتلة الوطنية.

## تأسيس الكتلة الوطنية
في 20 تشرين الأول 1927، اجتمع رجالات سورية في بيروت وقرروا التخلي عن النضال المسلح، الذي كلّف البلاد الكثير من الضحايا والدمار في بنيتها التحتية، وطالبوا بإخراج فرنسا عبر نفس المؤسسات التي كانت قد أدخلتها على حياة السوريين، منها الانتخابات النيابية والدستورية. حضر الاجتماع عدد من الزعماء، منهم نجيب البرازي وعبد القادر كيلاني من حماة، والأمير محمّد سعيد الجزائري وإحسان الشريف من دمشق، وإبراهيم هنانو من حلب، وهاشم الأتاسي رئيس الكتلة، ممثلاً عن مدينة حمص.

## دستور سورية عام 1928
انتُخب إحسان الشريف مُشرعاً عن دمشق في المؤتمر التأسيسي المكلّف بوضع أول دستور جمهوري للبلاد، الذي ترأس لجنة صياغته هاشم الأتاسي وتولى فيها فوزي الغزي كتابة مواد الدستور. أكملوا عملهم في فترة قياسية لم تتجاوز الأسبوعين ووضعوا دستوراً عصرياً مُستلهماً من الدساتير الأوروبية، مؤلفاً من 115 مادة ليس فيها أية إشارة إلى نظام الانتداب ولا اعتراف بشرعية وجود فرنسا في سورية. اعترضت حكومة الانتداب على ست مواد، منها تلك التي تنادي بحدود سورية الطبيعية (بما فيها الأردن وفلسطين ولبنان) وبإعطاء رئيس الجمهورية السورية، بدلاً المفوض السامي الفرنسي، حق إعلان السلم والحرب وإبرام المعاهدات الدولية. رفضت اللجنة المنتخبة تعديل المواد الست وردت فرنسا بتعطيل الدستور وعدم الموافقة عليه.

## محافظاً على مدينة حلب
انتخب إحسان الشريف نائباً عن دمشق في عامي 1932 و1936، على قوائم الكتلة الوطنية وعندما وصل الرئيس شكري القوتلي إلى الحكم، عينه محافظاً على مدينة حلب ورئيساً لبلديتها سنة 1944، حيث بقي حتى خروج الفرنسيين وإعلان الجلاء يوم 17 نيسان 1946. إليه يعود الفضل في وضع الأساس للعديد من مشاريع البنى التحتية في حلب، التي بدأ مباشرة في تنفيذها، ولكنها دُشّنت لاحقاً بعد مُغادرته منصبه، فجرى نسبها إلى المهندس مجد الدين الجابري رئيس البلدية الحلبي، بينما تناسى الحلبيون الدور المحوري الذي قام به محافظهم الدمشقي في تنفيذ هذه المشروعات الحيوية. وتشتمل قائمة المشروعات بالغة الأهمية تلك على كل من الحديقة العامة والملعب البلدي وإنشاء شارع الملك فيصل الواصل بين الحديقة العامة وحديقة السبيل. ومن مآثره إحاطته علامة حلب خير الدين الأسدي برعايته وتشجيعه له لكي يبادر إلى إهداء مكتبته القيمة إلى دار الكتب الوطنية، بل وحرصه على أن يجعله في عداد موظفيها، إدراكاً منه للعوز الذي كان يعاني منه الأسدي يومئذ، وحاجته الماسة للمال من أجل مواصلة نشاطه في البحث والتأليف.

## وزيراً مفوضاً في أنقرة
وفي عهد الاستقلال، عُيّن إحسان الشريف وزيراً مفوضاً في أنقرة، في وقت كانت العلاقات الثنائية بين سورية وتركيا متوترة للغاية على خلفية سلخ وضم لواء إسكندرون إلى تركيا قبل سنوات. في آذار 1949 وقع انقلاب عسكري في دمشق، بقيادة قائد الجيش حسني الزعيم، فرفض الشريف تأييده لأنه كان معارضاً لحكم العسكر وتدخلاتهم في الشؤون السّياسية، مدافعاً عن شرعية ودستورية حكم الرئيس شكري القوتلي، الذي أودعه حسني الزعيم في سجن المزة العسكري. انتظر الزعيم برقية تأييد من المفوضة السورية من أنقرة ولكنها لم تأتِ، فأبرق لإحسان الشريف معاتباً وقال: «لم تردنا برقيتكم.» أجابه الشريف: «لأننا لم نُرسلها!»  كان هذا  الرد كافياً لإقصائه عن المنصب وعودته إلى دمشق، بأمر من الزعيم. بعد سقوط عهد الزعيم أسس إحسان الشريف حزباً سياسياً  يدعى الحزب الجمهوري الديمقراطي ولكنه لم ينشط وتم إلغاؤه مع سائر الأحزاب السياسية في عهد العقيد أديب الشيشكلي عام 1951.